# محوطه کلابن
محوطه کلابن مربوط به دوران‌های تاریخی پس از اسلام است و در شهرستان رودسر، بخش رحیم آباد، روستای رودبارک واقع شده و این اثر در تاریخ ۱۶ شهریور ۱۳۸۳ با شمارهٔ ثبت ۱۱۱۱۰ به‌عنوان یکی از آثار ملی ایران به ثبت رسیده‌است.